# Hudo Brezje
Hudo Brezje je naselje v Občini Sevnica.